# Brasile olandese

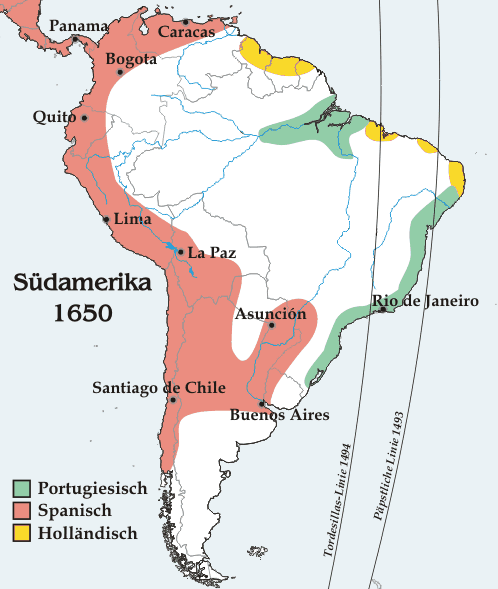
Le colonie in America del Sud nel 1650.

Il Brasile olandese, conosciuto anche come Nuova Olanda (Nieuw Holland), fu una zona occupata dalle Province Unite dei Paesi Bassi, situata nella regione nord-orientale dell'odierno Brasile. A partire dal 1630 gli olandesi conquistarono una parte della colonia portoghese del Brasile ponendo la capitale della loro amministrazione in quella che è oggi la città di Recife. Il governatore Giovanni Maurizio di Nassau-Siegen invitò artisti e scienziati per promuovere le terre conquistate come meta per i coloni. Ma la colonia ebbe vita piuttosto travagliata: i Portoghesi vinsero una battaglia importante nel 1649, mettendo in pericolo l'esistenza della colonia, finché il 26 gennaio 1654 gli olandesi si arresero e firmarono un patto provvisorio. Nel maggio dello stesso anno gli olandesi chiesero inutilmente che la colonia di Nuova Olanda venisse restituita ai Paesi Bassi. Il 6 agosto 1661 la colonia venne infine ceduta formalmente al Portogallo con la stipulazione del trattato dell'Aia.

## Prima fase

### Il rapporto dei Paesi Bassi con la Spagna
La Spagna aveva posto il proprio controllo sulle province neerlandesi già da diversi anni, quando nel 1596 gli olandesi si ribellarono ed inoltre iniziarono a mandare spedizioni anche nelle Americhe per contrastare il dominio iberico (a quel tempo Spagna e Portogallo si trovavano unite sotto un unico sovrano). Nel 1609 le Province Unite dei Paesi Bassi si resero indipendenti dalla Spagna e costituirono una repubblica. Le due nazioni siglarono una tregua che durò 12 anni in cui i Paesi Bassi potevano commerciare con le colonie brasiliane soggette alla corona Iberica. Nel 1621, con la creazione della Compagnia Olandese delle Indie Occidentali e con il termine del trattato, iniziarono i conflitti tra i portoghesi-brasiliani e gli olandesi. Nel 1624 gli olandesi iniziarono a invadere le terre colonizzate dal Portogallo nel nord est del Brasile.

### Salvador da Bahia de Todos os Santos
Nel dicembre del 1623, il comandante Jan Van Dorth condusse una spedizione della Compagnia Olandese delle Indie Occidentali a Salvador, a quel tempo la capitale della colonia portoghese. Gli olandesi attaccarono la città l'8 maggio 1624 e il governatore portoghese Diogo de Mendonça si dovette arrendere. Il 30 aprile 1625 i portoghesi riuscirono a riguadagnare il controllo della città con l'aiuto degli spagnoli, grazie a una flotta di 52 navi, 12.566 uomini, e l'esperienza militare di Don Fadrique de Toledo y Osorio. Nel 1628 però la Compagnia Olandese riuscì a catturare una flotta di navi cariche di argento nella baia di Matanzas, che fornì i fondi per tentare una nuova conquista della colonia brasiliana.

### Nuova Olanda
Durante l'estate del 1629, gli olandesi iniziarono a interessarsi al Pernambuco, una zona del Brasile dove si produceva canna da zucchero. La flotta olandese comandata da Hendrick Corneliszoon Loncq prese possesso della città di Olinda il 16 febbraio 1630, e in seguito presero Recife e Antonio Vaz il 3 marzo.
Mathias de Albuquerque, il governatore portoghese però fu in grado di dare vita ad una forte resistenza che impedì agli olandesi di costruire dei forti sui terreni catturati. Nel 1631 gli olandesi lasciarono Olinda e cercarono di catturare i forti di Cabedello del Paraíba, Rio Grande, Rio Formoso e Cabo de Santo Agostinho senza successo.
Gli olandesi in seguito riuscirono a catturare Cabo Santo Agostinho. Dopo che i portoghesi ripresero Porto Calvo, la Compagnia Olandese diede il controllo della intera colonia di Nuova Olanda a Maurizio di Nassau. Nel 1634 gli olandesi controllavano la linea di costa da Rio Grande do Norte a Cabo de Santo Agostinho. Nel 1635 gli olandesi conquistarono tre forti: Porto Calvo, Arraial do Bom Jesus e Fort Nazare presso Cabo de Santo Agostinho. Questi territori erano sfruttabili per ricavare zucchero e costituirono una fonte di ricchezza per i Paesi Bassi.

## Amministrazione di Giovanni Maurizio
Giovanni Maurizio (Johan Maurits) organizzò una forma di governo locale rappresentativo creando dei consigli rurali e consigli municipali.
Con i consigli Maurits iniziò a modernizzare la colonia con vie, ponti, e strade a Recife. Sull'isola di Antonio Vaz fondò la città di Mauritsstad (conosciuta anche come Mauricia) dove fece creare un osservatorio astronomico e una stazione meteorologica, le prime nel continente americano. Sotto l'amministrazione olandese gli ebrei brasiliani che erano oppressi dal governo portoghese cominciarono a venire protetti maggiormente, permettendo anche di professare la propria religione.
I coloni vennero suddivisi in due gruppi. I Dienaaren erano soldati, burocrati e ministri calvinisti in servizio della compagnia olandese. I Vrijburghers erano tutti i coloni che non rientravano nella categoria dei Dienaaren, e in gran parte erano ex-soldati della compagnia coloniale che iniziarono a stanziarsi sui nuovi territori, mentre altri erano emigranti provenienti dalla madre patria.

## Dissoluzione del Brasile olandese
I proprietari portoghesi di piantagioni rimasti sotto il controllo di Maurits, organizzarono però una rivolta contro gli olandesi. Con l'aiuto degli spagnoli riuscirono a catturare Várezea, Serinhaem, Pontal de Nazaré, il forte di Porto Calvo, e il forte Maurits nel 1645.
Il 13 dicembre 1647, gli olandesi lasciarono Itaparica e il 28 gennaio 1654, la compagnia olandese perse Recife, decretando la fine della colonia di Nuova Olanda.
Sette anni dopo la resa di Recife il Portogallo e i Paesi Bassi siglarono un trattato di pace, il 6 agosto 1661. Nel trattato venne richiesto che il Portogallo pagasse 4 milioni di cruzados in 16 anni di tempo per rifondere i danni che i Paesi Bassi avrebbero avuto dalla perdita della loro colonia brasiliana.